# Mogón

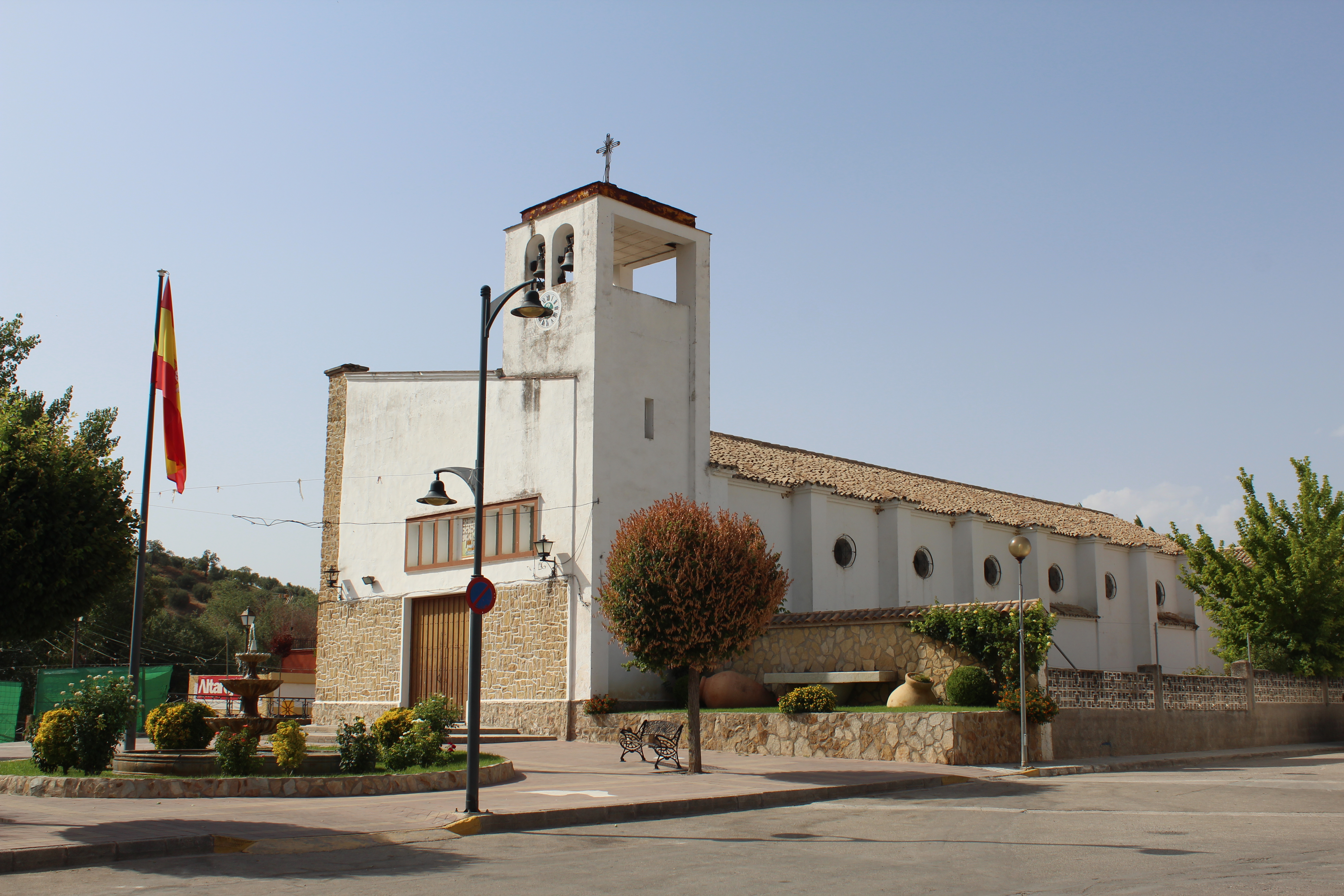
Iglesia de Mogón.

Mogón es una pedanía de la localidad de Villacarrillo, provincia de Jaén, en la comunidad autónoma de Andalucía, España. Se encuentra a 7 km de Villacarrillo, en la parte suroccidental de la comarca de Las Villas.
Según el INE, en el año 2018 constaba de una población de 912 personas.
Se ubica en la vega del Guadalquivir, en la junta de los ríos Aguascebas y Guadalquivir.

## Economía
La economía de la pedanía se sustenta principalmente en la producción de aceite de oliva, y en menor medida, del turismo rural y la hostelería. En verano su población llega a duplicarse, pasando de unos 900 vecinos a más de 2000.
A poco más de un kilómetro de la pedanía se encuentra la Cooperativa San Vicente de Mogón, que en 2019 logró producir casi 5.000 toneladas de aceite de oliva a partir de 24 millones de kilos de aceituna, de las cuales 1.000 de aceite de oliva virgen extra de alta gama, siendo casi un 75% de la producción de calidad virgen extra. En 2019 el AOVE Puerta de Las Villas logró el Premio Alimentos de España del Ministerio de Agricultura.

## Demografía
Evolución de la población
| Gráfica de evolución demográfica de Mogón entre 2000 y 2018        |
|                                                                    |
| Población de derecho (2000-2018) según el padrón municipal del INE |

## Playa artificial del Aguascebas
Dentro de la misma pedanía, en el río Aguascebas, a pocos metros antes de que se una con el río Guadalquivir, se ubica la conocida como Playa artificial de Mogón o del Aguascebas, o también como El Charco. Esta playa o balsa natural se forma por medio de una represa en el curso del río Aguascebas. A ambos lados de la misma se ubican escaleras de acceso al agua, una zona ajardinada, bancos, pequeños graderíos y zonas para extender la toalla y tomar el sol. Es uno de los grandes atractivos de Mogón en verano, atrayendo a gran cantidad de vecinos del contorno y visitantes durante esta época. El paraje se compone de vegetación de ribera, con árboles de gran porte, un cauce de agua cristalina y zonas recreativas.

## Tradiciones
Las fiestas de Mogón tienen lugar del 16 al 19 de agosto, por San Vicente Mártir. Desde finales de los 80 tiene lugar en la pedanía, a finales de julio de cada año, como preludio de las fiestas de agosto, una interpretación conocida como el entierro del alcalde. Durante el cortejo fúnebre, los vecinos y visitantes de la localidad se reúnen entorno al féretro del alcalde, que es portado por familiares y amigos, y realizan un viacrucis por las tabernas y bares de la localidad, mientras que se lanzan algunos cohetes y lamentos al cielo. A media noche llegan con el ataúd al Charco y el alcalde, perfectamente amortajado, es arrojado a las frías aguas del río Aguascebas, donde se representa el milagro de su resurrección.